# Grądy (powiat opolski)
Grądy – wieś w Polsce położona w województwie lubelskim, w powiecie opolskim, w gminie Chodel.
W latach 1975–1998 miejscowość należała administracyjnie do województwa lubelskiego.
Wieś stanowi sołectwo w gminie Chodel. Według Narodowego Spisu Powszechnego z roku 2011 wieś liczyła 171 mieszkańców.

## Części wsi
| SIMC    | Nazwa    | Rodzaj    |
| ------- | -------- | --------- |
| 0379904 | Brzeziny | część wsi |

## Etymologia
Grąd i Grądy, są to miejsca bardziej wyniosłe wśród mokradeł i błot, wybierane zwykle dla zakładanych nowych osad, które stąd otrzymały swą nazwę. Zdaje się, ie to samo znaczenie miały Grąby i Grąble (dzisiejsze Groble)(opis podaje Bronisław Chlebowski SgKP tom II, s.801) .

## Historia
Grądy powstały w drugiej połowie XIX wieku. Pierwsze wzmianki na jej temat pochodzą z 1870 roku z zapisów w księgach Diecezji Lubelskiej. Wieś istniała wtedy pod nazwą Grondy, ale już w nocie Słownika geograficznego Królestwa Polskiego z roku 1881 wymienione są Grądy.
Dane z I spisu powszechnego z 1921 roku podają, że wieś Grądy w gminie Chodel miała 29 domów i 194 mieszkańców. Jeden z mieszkańców był wyznania ewangelickiego.